# Winter League FIAF 1997
La Winter League FIAF 1997 è stata la tredicesima edizione del terzo livello del campionato italiano di football americano (terza con la denominazione Winter League, quarta edizione a 8 giocatori); è stato organizzato dalla Federazione Italiana American Football.
È stata l'ultima edizione del campionato terzo livello fino al 2003.

## Regular season

### Classifica

#### Divisione Nord - Girone Est
| Pos. | Squadra             | %V   | G | V | N | P | PF  | PS  |
| ---- | ------------------- | ---- | - | - | - | - | --- | --- |
| 1    | Virtus Bologna      | .875 | 8 | 7 | 0 | 1 | 299 | 155 |
| 2    | Etruschi Livorno    | .750 | 8 | 6 | 0 | 2 | 207 | 174 |
| 3    | Hogs Reggio Emilia  | .625 | 8 | 5 | 0 | 3 | 197 | 123 |
| 4    | Red Jackets Sarzana | .125 | 8 | 1 | 0 | 7 | 96  | 188 |
| 5    | Centauri Bologna    | .125 | 8 | 1 | 0 | 7 | 125 | 284 |

#### Divisione Nord - Girone Ovest
| Pos. | Squadra             | %V   | G | V | N | P | PF  | PS  |
| ---- | ------------------- | ---- | - | - | - | - | --- | --- |
| 1    | Skorpions Varese    | .875 | 8 | 7 | 0 | 1 | 314 | 158 |
| 2    | Kings Gallarate     | .750 | 8 | 6 | 0 | 2 | 192 | 151 |
| 3    | Bengals Brescia     | .625 | 8 | 5 | 0 | 3 | 185 | 131 |
| 4    | Red Falcons Liscate | .250 | 8 | 2 | 0 | 6 | 160 | 222 |
| 5    | Bulls Magenta       | .000 | 8 | 0 | 0 | 8 | 121 | 310 |

#### Divisione Sud - Girone Centro
| Pos. | Squadra                   | %V    | G | V | N | P | PF  | PS  |
| ---- | ------------------------- | ----- | - | - | - | - | --- | --- |
| 1    | Marines Ostia             | 1.000 | 8 | 8 | 0 | 0 | 340 | 109 |
| 2    | Condor Grosseto           | .750  | 8 | 6 | 0 | 2 | 208 | 164 |
| 3    | Seamen Rimini             | .375  | 8 | 3 | 0 | 5 | 147 | 190 |
| 4    | Yankees Civitanova Marche | .250  | 8 | 2 | 0 | 6 | 102 | 172 |
| 5    | Grifoni Perugia           | .125  | 8 | 1 | 0 | 7 | 44  | 206 |

#### Divisione Sud - Girone Sud
| Pos. | Squadra               | %V    | G | V | N | P | PF  | PS  |
| ---- | --------------------- | ----- | - | - | - | - | --- | --- |
| 1    | Troublemakers Salerno | 1.000 | 8 | 8 | 0 | 0 | 331 | 71  |
| 2    | Sharks Palermo        | .750  | 8 | 6 | 0 | 2 | 220 | 165 |
| 3    | Achei Crotone         | .375  | 8 | 3 | 0 | 5 | 162 | 195 |
| 4    | Blackstars Palermo    | .313  | 8 | 2 | 1 | 5 | 134 | 228 |
| 5    | Elephants Catania     | .063  | 8 | 0 | 1 | 7 | 51  | 239 |

## Playoff
Accedono ai playoff le prime due di ogni girone.
|  | Semifinali di Divisione | Semifinali di Divisione | Semifinali di Divisione |               |                       | Finali di Divisione | Finali di Divisione | Finali di Divisione |  |  | VI Snowbowl | VI Snowbowl    | VI Snowbowl |
|  |                         |                         |                         |               |                       |                     |                     |                     |  |  |             |                |             |
|  | 1NO                     | Skorpions Varese        | 60                      |               |                       |                     |                     |                     |  |  |             |                |             |
|  | 2NE                     | Etruschi Livorno        | 27                      |               |                       |                     |                     |                     |  |  |             |                |             |
|  | 2NE                     | Etruschi Livorno        | 27                      |               | 1NO                   | Skorpions Varese    | 53                  |                     |  |  |             |                |             |
|  |                         |                         |                         |               | 1NO                   | Skorpions Varese    | 53                  |                     |  |  |             |                |             |
|  |                         | 1NE                     | Virtus Bologna          | 55            |                       |                     |                     |                     |  |  |             |                |             |
|  | 1NE                     | 1NE                     | Virtus Bologna          | 55            | Virtus Bologna        | 42                  |                     |                     |  |  |             |                |             |
|  | 1NE                     |                         |                         |               | Virtus Bologna        | 42                  |                     |                     |  |  |             |                |             |
|  | 2NO                     | Kings Gallarate         | 28                      |               |                       |                     |                     |                     |  |  |             |                |             |
|  |                         |                         |                         |               |                       |                     |                     |                     |  |  | 1NE         | Virtus Bologna | 32          |
|  |                         |                         | 1SC                     | Marines Ostia | 31                    |                     |                     |                     |  |  |             |                |             |
|  | 1SC                     | Marines Ostia           | 33                      |               |                       |                     |                     |                     |  |  |             |                |             |
|  | 2SS                     | Sharks Palermo          | 18                      |               |                       |                     |                     |                     |  |  |             |                |             |
|  | 2SS                     | Sharks Palermo          | 18                      |               | 1SC                   | Marines Ostia       | 21                  |                     |  |  |             |                |             |
|  |                         |                         |                         |               | 1SC                   | Marines Ostia       | 21                  |                     |  |  |             |                |             |
|  |                         | 1SS                     | Troublemakers Salerno   | 20            |                       |                     |                     |                     |  |  |             |                |             |
|  | 1SS                     | 1SS                     | Troublemakers Salerno   | 20            | Troublemakers Salerno | 20                  |                     |                     |  |  |             |                |             |
|  | 1SS                     |                         |                         |               | Troublemakers Salerno | 20                  |                     |                     |  |  |             |                |             |
|  | 2SC                     | Condor Grosseto         | 18                      |               |                       |                     |                     |                     |  |  |             |                |             |

### VI Snowbowl
Il VI Snowbowl si è disputato il 25 gennaio 1998 al Campo Camilli di Roma. L'incontro è stato vinto dalla Virtus Bologna sui Marines Ostia con il risultato di 32 a 31.

## Verdetti
- Virtus Bologna vincitori dello Snowbowl.